# Dunbarovo číslo
Dunbarovo číslo je teoretické omezení počtu lidí, se kterými je jedinec schopen udržovat stálé sociální vztahy. Těmi se myslí takové vztahy, v nichž jedinec každého zná a ví, jaký vztah má kterýkoli další jedinec s ostatními.

## Charakteristika
Zastánci tohoto konceptu tvrdí, že při větších počtech osob než představuje toto číslo je pro udržování stabilní soudržné skupiny obecně potřeba více omezujících pravidel, zákonů a vynucených norem. Žádná přesná hodnota Dunbarova čísla zatím nebyla navržena, pouze interval od 100 do 230. Obvykle se používá hodnota 150. Dunbarovo číslo představuje počet lidí, které člověk zná a udržuje s nimi sociální kontakt. Nezahrnuje lidi známé, se kterými již člověk nemá žádný sociální vztah. V opačném případě by totiž Dunbarovo číslo bylo mnohem větší a záviselo by pravděpodobně na velikosti lidské paměti.
Dunbarovo číslo poprvé navrhl britský antropolog Robin Dunbar, který předpokládal, že tento limit je úměrný k poměru velikosti mozkové kůry a zbytku mozku, a proto je to horní hranice velikosti skupiny, se kterou může jedinec udržovat stabilní vztahy. Mimochodem toto číslo zahrnuje také počet kolegů, například spolužáků, se kterými by se člověk chtěl znovu sblížit, pokud by se znovu potkali.